# تیکس‌اور
تیکس‌اور (به انگلیسی: Tixover) یک روستا و محله مدنی در بریتانیا است که در راتلند واقع شده‌است. تیکس‌اور ۱۷۴ نفر جمعیت دارد.